# Mersin İdmanyurdu SK

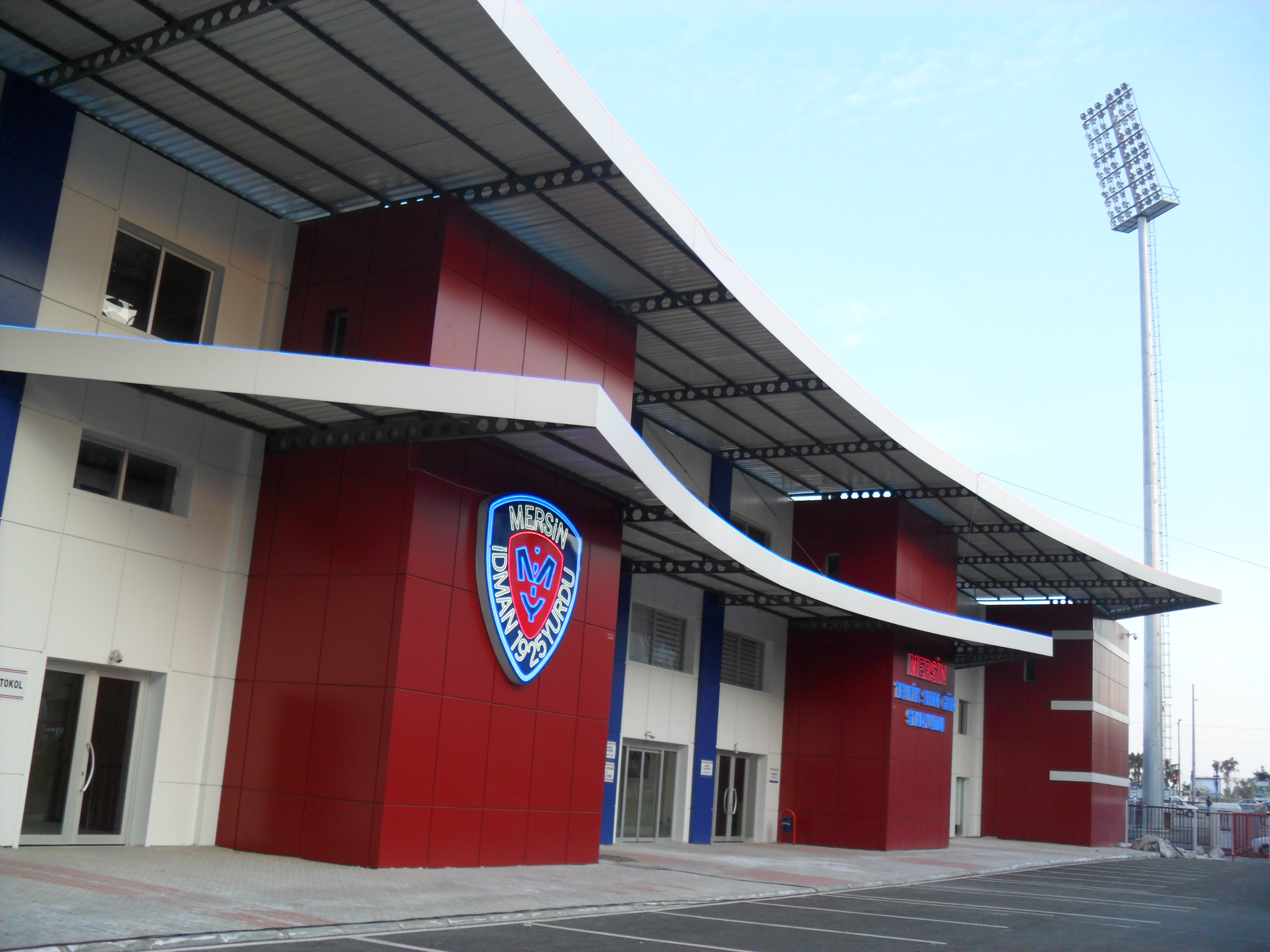
Tevfik Sırrı Gür Stadyumu

Mersin İdmanyurdu Spor Kulübü (jinými názvy Mersin İdman Yurdu, Mersin İY nebo MİY) je turecký sportovní klub z města Mersin, jehož fotbalový oddíl působí od sezóny 2014/15 v Süper Lig, kam postoupil po roční pauze strávené ve druhé turecké lize PTT 1. Lig. Klub byl založen v roce 1925 a svoje domácí utkání hraje na stadionu Tevfik Sırrı Gür Stadyumu s kapacitou 10 128 diváků. Klubové barvy jsou červená a modrá. Dalším sportem, který klub provozuje, je box.

## Výsledky v evropských pohárech
| Soutěž              | Sezóna  | Kolo    | Soupeř        | Doma | Venku | Celkem |
| ------------------- | ------- | ------- | ------------- | ---- | ----- | ------ |
| Pohár vítězů pohárů | 1983/84 | 1. kolo | Spartak Varna | 0:0  | 0:1   | 0:1    |